# Panulirus longipes
Panulirus longipes is een tienpotigensoort uit de familie van de Palinuridae. De wetenschappelijke naam van de soort is voor het eerst geldig gepubliceerd in 1868 door A. Milne Edwards.